# Store Tova
Store Tova ou Storatovo est une île norvégienne du comté de Hordaland appartenant administrativement à Austevoll.

## Description
Rocheuse et pratiquement désertique, elle s'étend sur environ 351 m de longueur pour une largeur approximative de 238 m.